# 曹源道生
曹源 道生（そうげん どうしょう）は、南宋時代の僧で臨済宗虎丘派に属する。その法系は曹源派として知られる。

## 生涯
南剣州で生まれる。俗姓不伝。密庵咸傑の法嗣で、松源崇嶽・破庵祖先と共に密庵下の三傑と呼ばれた。饒州妙果寺及び薦福寺、信州亀齢寺の歴住となった。没地・没年不詳。曹源和尚語録、曹源生禅師語要を遺す。法嗣に癡絶道冲がおり、さらにその法孫の一山一寧が日本にその禅を伝えた。